# Just Supposin'
Just Supposin' es el décimo tercer álbum de estudio de la banda británica de rock Status Quo, publicado en 1980 a través de Vertigo Records. Se grabó durante el mismo año en los estudios Windmill Lane de Dublín, donde además —y al mismo tiempo— se registraron las canciones de Never Too Late lanzado al año siguiente. Por otro lado, inició una nueva etapa en el sonido de la agrupación, ya que se alejaron del hard rock para enfocarse en un rock más suave, que incluyó incluso algunos toques del new wave.

## Recepción comercial
Alcanzó el puesto 4 en los UK Albums Chart, donde permaneció 18 semanas en total en dicha lista británica. Además y solo un mes después de su lanzamiento fue certificado con disco de oro por la organización British Phonographic Industry, tras superar las 100 000 copias vendidas en el Reino Unido.
Para promocionarlo se publicaron tres canciones como sencillos, el primero de ellos fue «What You're Proposing» que logró el segundo puesto en la lista UK Singles Chart. En noviembre fue puesto a la venta «Lies/Don't Drive My Car», que incluía ambas canciones como lado A y que se posicionó en el lugar 11 en el conteo de sencillos del Reino Unido. Por su parte, en noviembre de 1981 se publicó su último sencillo «Rock 'n' Roll», que alcanzó el puesto 8 también en la lista británica. Cabe señalar que los tres sencillos fueron certificados con disco de plata en el Reino Unido, ya que todos superaron las 200 000 copias vendidas.

## Lista de canciones
| N.º | Título                  | Escritor(es)           | Duración |  |
| 1.  | «What You're Proposing» | Rossi, Bernie Frost    | 4:15     |  |
| 2.  | «Run to Mummy»          | Rossi, Bown            | 3:08     |  |
| 3.  | «Don't Drive My Car»    | Parfitt, Bown          | 4:30     |  |
| 4.  | «Lies»                  | Rossi, Frost           | 3:56     |  |
| 5.  | «Over the Edge»         | Lancaster, Keith Lamb  | 4:29     |  |
| 6.  | «The Wild Ones»         | Lancaster              | 3:53     |  |
| 7.  | «Name of the Game»      | Rossi, Lancaster, Bown | 4:26     |  |
| 8.  | «Coming and Going»      | Parfitt, Bob Young     | 6:20     |  |
| 9.  | «Rock 'n' Roll»         | Rossi, Parfitt         | 5:23     |  |

| Pista adicional en remasterización de 2005 |            |                                          |          |  |
| N.º                                        | Título     | Escritor(es)                             | Duración |  |
| 10.                                        | «AB Blues» | Rossi, Parfitt, Lancaster, Coghlan, Bown | 4:28     |  |

## Músicos
- Francis Rossi: voz y guitarra líder
- Rick Parfitt: voz y guitarra rítmica
- Alan Lancaster: voz y bajo
- John Coghlan: batería
- Andy Bown: teclados
- Bernie Frost: coros
- Bob Young: armónica en «Coming and Going»